# South Creake
 (juillet 2023).
Pour l’article homonyme, voir North Creake.
South Creake est une paroisse civile et un village du Norfolk, en Angleterre.